# Paradisäpple (citrus)
Paradisäpple eller adamsäpple är en sorts citrusfrukt. Enligt den judiska traditionen var detta den frukt som Adam lurades att äta i paradiset, därav namnen. Ibland uppges att den citrusfrukt det gäller heter Citrus × lumia var. pomum adami (en) som odlas bland annat på Korfu och Sicilien.
Frukten är äggrund eller päronformad, omkring dubbelt så stor som en vanlig citron och har mycket tjockt grönt eller blekgult skal med fördjupningar som något liknar märken efter ett människobett. Enligt den judiska traditionen var det denna sort som Adam åt av i paradiset, därav dess namn. Den används traditionellt vid den judiska lövhyddohögtiden.